# Jordan Chipangama

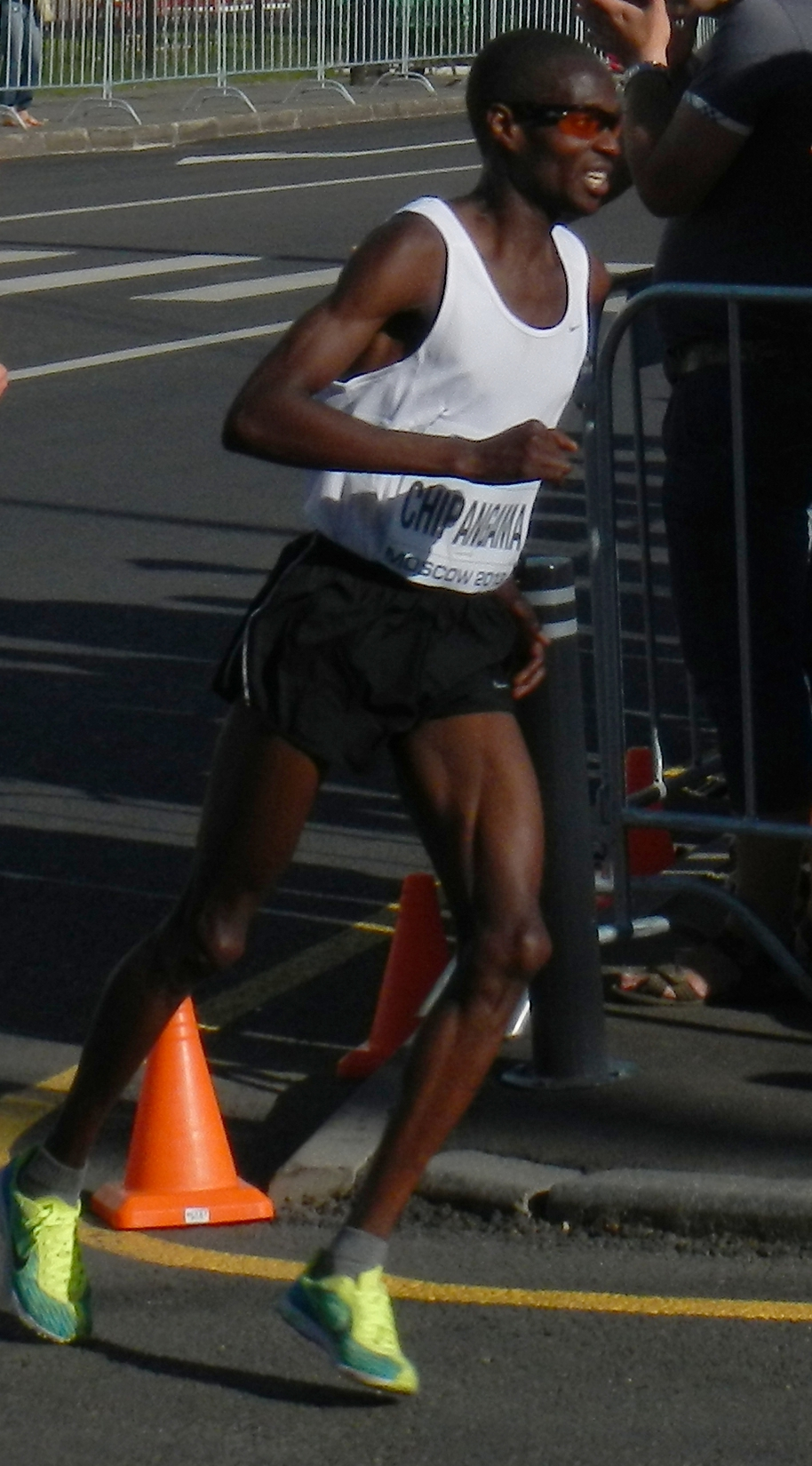
Jordan Chipangama bei den Weltmeisterschaften 2013 in Moskau

Jordan Chipangama (* 12. November 1988 in Lusaka) ist ein sambischer Langstreckenläufer, der sich auf Straßenläufe spezialisiert hat.

## Sportliche Laufbahn
Jordan Chipangama besuchte 2007/2008 das Central Arizona College in Coolidge und studierte danach an der Northern Arizona University (Hauptfach Community Health). Für beide Hochschulen trat er bei Laufwettkämpfen an.
2013 siegte er beim Lost Dutchman Marathon und stellte als Siebter beim Grandma’s Marathon mit 2:13:08 h einen Landesrekord auf. Beim Marathon der Weltmeisterschaften in Moskau kam er auf den 29. Platz.
Im Jahr darauf wurde er Vierter beim River Bank Run und verbesserte als Vierter beim Grandma’s Marathon seinen Rekord auf 2:12:22 h und wurde Zweiter beim California International Marathon.
2015 gewann er den Phoenix Marathon und den Halbmarathonbewerb des Rock ’n’ Roll Marathons. Einem dritten Platz beim Grandma’s Marathon mit Landesrekordzeit von 2:11:35 h folgte ein Sieg beim San-José-Halbmarathon. Bei den Olympischen Sommerspielen 2016 erreichte er beim Marathon den 92. Platz.

## Doping
Wegen Dopings wurde Chipangama vom Weltleichtathletikverband (IAAF) am 17. Juni 2017 disqualifiziert und für vier Jahre vom 15. August 2017 bis 14. August 2021 gesperrt.

## Persönliche Bestzeiten
- Halbmarathon: 1:03:00 h, 27. September 2015, San José
- 25-km-Straßenlauf: 1:14:33 h, 10. Mai 2014, Grand Rapids (sambischer Rekord)
- Marathon: 2:11:35 h, 20. Juni 2015, Duluth (sambischer Rekord)